# Wydawnictwo Replika
Replika – polskie wydawnictwo z siedzibą w Poznaniu, założone w 2002 przez Aleksandra Szablińskiego, który wcześniej współtworzył wydawnictwo Zysk i S-ka. Publikuje prozę polską i zagraniczną oraz książki popularnonaukowe, wydało ponad 1100 pozycji.

## Publikacje
Wśród zagranicznych autorów wydawnictwa znajdują się m.in.:
- Ingvar Ambjørnsen
- Jorge Bucay
- Graham Masterton
- Mort Castle
- John Everson
- John Gardner
- Erik Jakub Groch
- Ian Kershaw
- Mark Kurzem
- Pascal Lainé
- Steven Savile
- Jiftach Spektor
- Vivien Spitz
- Christos Tsiolkas
- Witi Ihimaera
- Marianne Weber

Z rodzimej prozy wydawnictwo opublikowało książki autorów takich jak :
- Ryszard Ćwirlej
- Liliana Fabisińska
- Rafał Kotomski
- Eugeniusz Paukszta
- Dariusz Rekosz
- Piotr Rowicki
- Kazimierz Sławiński
- Remigiusz Spólny
- Szymon Wrzesiński

Wydana w 2010 przez Replikę książka "Wolę zginąć walcząc. Wspomnienia z II wojny światowej", będąca pamiętnikiem Franka Bleichmana, wzbudziła kontrowersje przez zawarte w niej tezy o antysemityzmie Armii Krajowej. 